# Heliks-zavoj-heliks
U proteinima, heliks-zavoj-heliks (HTH) je glavni strukturni motiv sa sposobnošću vezivanja za DNK. On se sastoji od dva α heliksa spojena kratkim lancom aminokiselina. Prisutan je u mnogim proteinima koji regulišu ekspresiju gena. On se razlikuje od domena heliks-petlja-heliks.

## Otkriće
Otkriće heliks-zavoj-heliks motiva je bilo bazirano na sličnostima između nekoliko gena koji koriraju transkripcione regulatorne proteine iz bakteriofaga lambda i Escherichia coli: Cro, , i λ represor, za koje je najđeno da imaju zajedničku 20-25 aminokiselina dugu sekvencu koja omogućava DNK prepoznavanje.

## Literatura
- K, Struhl (1989). „Helix-turn-helix, zinc-finger, and leucine-zipper motifs for eukaryotic transcriptional regulatory proteins.”. Trends Biochem Sci. 14 (4): 137—40. PMID 2499084.
- Gajiwala KS, Burley SK (2000). „Winged helix proteins.”. Curr Opin Struct Biol. 10 (1): 110—6. PMID 10679470.
- Santos CL, Tavares F, Thioulouse J, Normand P (2009). „A phylogenomic analysis of bacterial helix-turn-helix transcription factors.”. FEMS Microbiol Rev. 33 (2): 411—29. PMID 19076237. doi:10.1111/j.1574-6976.2008.00154.x.
- Hoskisson PA, Rigali S (2009). „Chapter 1: Variation in form and function the helix-turn-helix regulators of the GntR superfamily.”. Adv Appl Microbiol. 69: 1—22. PMID 19729089. doi:10.1016/S0065-2164(09)69001-8.
- RG, Brennan (1993). „The winged-helix DNA-binding motif: another helix-turn-helix takeoff.”. Cell. 74 (5): 773—6. PMID 8374950.
- Huffman JL, Brennan RG (2002). „Prokaryotic transcription regulators: more than just the helix-turn-helix motif.”. Curr Opin Struct Biol. 12 (1): 98—106. PMID 11839496.

## Spoljašnje veze
- Heliks-zavoj-heliks
- PDB 1LMB
- Cro/C1-type HTH domen

| Bakterijski regulatorni heliks-zavoj-heliks protein, familija                                      | Bakterijski regulatorni heliks-zavoj-heliks protein, familija |
| Identifikatori                                                                                     | Identifikatori                                                |
| -------------------------------------------------------------------------------------------------- | ------------------------------------------------------------- |
| Simbol                                                                                             | HTH_1                                                         |
| Pfam                                                                                               | PF00126                                                       |
| Pfam klan                                                                                          | CL0123                                                        |
| InterPro                                                                                           | IPR000847                                                     |
| PROSITE                                                                                            | PDOC00043                                                     |
| SCOP                                                                                               | 1al3                                                          |
| SUPERFAMILY                                                                                        | 1al3                                                          |
| Dostupne proteinske strukture: Pfam structures PDB RCSB PDB ; PDBe ; PDBj PDBsum structure summary |                                                               |
| Dostupne proteinske strukture:                                                                     |                                                               |
| Pfam                                                                                               | structures                                                    |
| PDB                                                                                                | RCSB PDB; PDBe; PDBj                                          |
| PDBsum                                                                                             | structure summary                                             |

| Dostupne proteinske strukture: | Dostupne proteinske strukture: |
| ------------------------------ | ------------------------------ |
| Pfam                           | structures                     |
| PDB                            | RCSB PDB; PDBe; PDBj           |
| PDBsum                         | structure summary              |

| HTH DNA vezujući domen                                                                             | HTH DNA vezujući domen |
| Identifikatori                                                                                     | Identifikatori         |
| -------------------------------------------------------------------------------------------------- | ---------------------- |
| Simbol                                                                                             | HTH_10                 |
| Pfam                                                                                               | PF04967                |
| Pfam klan                                                                                          | CL0123                 |
| InterPro                                                                                           | IPR007050              |
| Dostupne proteinske strukture: Pfam structures PDB RCSB PDB ; PDBe ; PDBj PDBsum structure summary |                        |
| Dostupne proteinske strukture:                                                                     |                        |
| Pfam                                                                                               | structures             |
| PDB                                                                                                | RCSB PDB; PDBe; PDBj   |
| PDBsum                                                                                             | structure summary      |

| Dostupne proteinske strukture: | Dostupne proteinske strukture: |
| ------------------------------ | ------------------------------ |
| Pfam                           | structures                     |
| PDB                            | RCSB PDB; PDBe; PDBj           |
| PDBsum                         | structure summary              |

| Ribonukleazni R heliksni domen                                                                     | Ribonukleazni R heliksni domen |
| Identifikatori                                                                                     | Identifikatori                 |
| -------------------------------------------------------------------------------------------------- | ------------------------------ |
| Simbol                                                                                             | HTH_12                         |
| Pfam                                                                                               | PF08461                        |
| Pfam klan                                                                                          | CL0123                         |
| InterPro                                                                                           | IPR013668                      |
| Dostupne proteinske strukture: Pfam structures PDB RCSB PDB ; PDBe ; PDBj PDBsum structure summary |                                |
| Dostupne proteinske strukture:                                                                     |                                |
| Pfam                                                                                               | structures                     |
| PDB                                                                                                | RCSB PDB; PDBe; PDBj           |
| PDBsum                                                                                             | structure summary              |

| Dostupne proteinske strukture: | Dostupne proteinske strukture: |
| ------------------------------ | ------------------------------ |
| Pfam                           | structures                     |
| PDB                            | RCSB PDB; PDBe; PDBj           |
| PDBsum                         | structure summary              |

| HTH DNA vezujući domen                                                                             | HTH DNA vezujući domen |
| Identifikatori                                                                                     | Identifikatori         |
| -------------------------------------------------------------------------------------------------- | ---------------------- |
| Simbol                                                                                             | HTH_13                 |
| Pfam                                                                                               | PF11972                |
| Pfam klan                                                                                          | CL0123                 |
| InterPro                                                                                           | IPR021068              |
| Dostupne proteinske strukture: Pfam structures PDB RCSB PDB ; PDBe ; PDBj PDBsum structure summary |                        |
| Dostupne proteinske strukture:                                                                     |                        |
| Pfam                                                                                               | structures             |
| PDB                                                                                                | RCSB PDB; PDBe; PDBj   |
| PDBsum                                                                                             | structure summary      |

| Dostupne proteinske strukture: | Dostupne proteinske strukture: |
| ------------------------------ | ------------------------------ |
| Pfam                           | structures                     |
| PDB                            | RCSB PDB; PDBe; PDBj           |
| PDBsum                         | structure summary              |

| Heliks-zavoj-heliks                                                                                | Heliks-zavoj-heliks  |
| Identifikatori                                                                                     | Identifikatori       |
| -------------------------------------------------------------------------------------------------- | -------------------- |
| Simbol                                                                                             | HTH_3                |
| Pfam                                                                                               | PF01381              |
| Pfam klan                                                                                          | CL0123               |
| InterPro                                                                                           | IPR001387            |
| SCOP                                                                                               | 1r69                 |
| SUPERFAMILY                                                                                        | 1r69                 |
| Dostupne proteinske strukture: Pfam structures PDB RCSB PDB ; PDBe ; PDBj PDBsum structure summary |                      |
| Dostupne proteinske strukture:                                                                     |                      |
| Pfam                                                                                               | structures           |
| PDB                                                                                                | RCSB PDB; PDBe; PDBj |
| PDBsum                                                                                             | structure summary    |

| Dostupne proteinske strukture: | Dostupne proteinske strukture: |
| ------------------------------ | ------------------------------ |
| Pfam                           | structures                     |
| PDB                            | RCSB PDB; PDBe; PDBj           |
| PDBsum                         | structure summary              |

| Bakterijski regulatorni protein, familija                                                          | Bakterijski regulatorni protein, familija |
| Identifikatori                                                                                     | Identifikatori                            |
| -------------------------------------------------------------------------------------------------- | ----------------------------------------- |
| Simbol                                                                                             | HTH_5                                     |
| Pfam                                                                                               | PF01022                                   |
| Pfam klan                                                                                          | CL0123                                    |
| InterPro                                                                                           | IPR001845                                 |
| PROSITE                                                                                            | PDOC00661                                 |
| SCOP                                                                                               | 1smt                                      |
| SUPERFAMILY                                                                                        | 1smt                                      |
| Dostupne proteinske strukture: Pfam structures PDB RCSB PDB ; PDBe ; PDBj PDBsum structure summary |                                           |
| Dostupne proteinske strukture:                                                                     |                                           |
| Pfam                                                                                               | structures                                |
| PDB                                                                                                | RCSB PDB; PDBe; PDBj                      |
| PDBsum                                                                                             | structure summary                         |

| Dostupne proteinske strukture: | Dostupne proteinske strukture: |
| ------------------------------ | ------------------------------ |
| Pfam                           | structures                     |
| PDB                            | RCSB PDB; PDBe; PDBj           |
| PDBsum                         | structure summary              |

| Heliks-zavoj-heliks domen, familija                                                                | Heliks-zavoj-heliks domen, familija |
| Identifikatori                                                                                     | Identifikatori                      |
| -------------------------------------------------------------------------------------------------- | ----------------------------------- |
| Simbol                                                                                             | HTH_6                               |
| Pfam                                                                                               | PF01418                             |
| Pfam klan                                                                                          | CL0123                              |
| InterPro                                                                                           | IPR000281                           |
| Dostupne proteinske strukture: Pfam structures PDB RCSB PDB ; PDBe ; PDBj PDBsum structure summary |                                     |
| Dostupne proteinske strukture:                                                                     |                                     |
| Pfam                                                                                               | structures                          |
| PDB                                                                                                | RCSB PDB; PDBe; PDBj                |
| PDBsum                                                                                             | structure summary                   |

| Dostupne proteinske strukture: | Dostupne proteinske strukture: |
| ------------------------------ | ------------------------------ |
| Pfam                           | structures                     |
| PDB                            | RCSB PDB; PDBe; PDBj           |
| PDBsum                         | structure summary              |

| Heliks-zavoj-heliks domen rezolvaze                                                                | Heliks-zavoj-heliks domen rezolvaze |
| Identifikatori                                                                                     | Identifikatori                      |
| -------------------------------------------------------------------------------------------------- | ----------------------------------- |
| Simbol                                                                                             | HTH_7                               |
| Pfam                                                                                               | PF02796                             |
| Pfam klan                                                                                          | CL0123                              |
| InterPro                                                                                           | IPR006120                           |
| PROSITE                                                                                            | PDOC00334                           |
| SCOP                                                                                               | 1hcr                                |
| SUPERFAMILY                                                                                        | 1hcr                                |
| Dostupne proteinske strukture: Pfam structures PDB RCSB PDB ; PDBe ; PDBj PDBsum structure summary |                                     |
| Dostupne proteinske strukture:                                                                     |                                     |
| Pfam                                                                                               | structures                          |
| PDB                                                                                                | RCSB PDB; PDBe; PDBj                |
| PDBsum                                                                                             | structure summary                   |

| Dostupne proteinske strukture: | Dostupne proteinske strukture: |
| ------------------------------ | ------------------------------ |
| Pfam                           | structures                     |
| PDB                            | RCSB PDB; PDBe; PDBj           |
| PDBsum                         | structure summary              |

| Bakterijski regulatorni protein, familija                                                          | Bakterijski regulatorni protein, familija |
| Identifikatori                                                                                     | Identifikatori                            |
| -------------------------------------------------------------------------------------------------- | ----------------------------------------- |
| Simbol                                                                                             | HTH_8                                     |
| Pfam                                                                                               | PF02954                                   |
| Pfam klan                                                                                          | CL0123                                    |
| InterPro                                                                                           | IPR002197                                 |
| SCOP                                                                                               | 1f36                                      |
| SUPERFAMILY                                                                                        | 1f36                                      |
| Dostupne proteinske strukture: Pfam structures PDB RCSB PDB ; PDBe ; PDBj PDBsum structure summary |                                           |
| Dostupne proteinske strukture:                                                                     |                                           |
| Pfam                                                                                               | structures                                |
| PDB                                                                                                | RCSB PDB; PDBe; PDBj                      |
| PDBsum                                                                                             | structure summary                         |

| Dostupne proteinske strukture: | Dostupne proteinske strukture: |
| ------------------------------ | ------------------------------ |
| Pfam                           | structures                     |
| PDB                            | RCSB PDB; PDBe; PDBj           |
| PDBsum                         | structure summary              |

| RNA polimeraza III podjedinica heliks-zavoj-heliks domen                                           | RNA polimeraza III podjedinica heliks-zavoj-heliks domen |
| Identifikatori                                                                                     | Identifikatori                                           |
| -------------------------------------------------------------------------------------------------- | -------------------------------------------------------- |
| Simbol                                                                                             | HTH_9                                                    |
| Pfam                                                                                               | PF08221                                                  |
| Pfam klan                                                                                          | CL0123                                                   |
| InterPro                                                                                           | IPR013197                                                |
| Dostupne proteinske strukture: Pfam structures PDB RCSB PDB ; PDBe ; PDBj PDBsum structure summary |                                                          |
| Dostupne proteinske strukture:                                                                     |                                                          |
| Pfam                                                                                               | structures                                               |
| PDB                                                                                                | RCSB PDB; PDBe; PDBj                                     |
| PDBsum                                                                                             | structure summary                                        |

| Dostupne proteinske strukture: | Dostupne proteinske strukture: |
| ------------------------------ | ------------------------------ |
| Pfam                           | structures                     |
| PDB                            | RCSB PDB; PDBe; PDBj           |
| PDBsum                         | structure summary              |

| Bakterijski regulatorni heliks-zavoj-heliks proteini, familija                                     | Bakterijski regulatorni heliks-zavoj-heliks proteini, familija |
| Identifikatori                                                                                     | Identifikatori                                                 |
| -------------------------------------------------------------------------------------------------- | -------------------------------------------------------------- |
| Simbol                                                                                             | HTH_AraC                                                       |
| Pfam                                                                                               | PF00165                                                        |
| Pfam klan                                                                                          | CL0123                                                         |
| InterPro                                                                                           | IPR000005                                                      |
| PROSITE                                                                                            | PDOC00040                                                      |
| SCOP                                                                                               | 1bl0                                                           |
| SUPERFAMILY                                                                                        | 1bl0                                                           |
| Dostupne proteinske strukture: Pfam structures PDB RCSB PDB ; PDBe ; PDBj PDBsum structure summary |                                                                |
| Dostupne proteinske strukture:                                                                     |                                                                |
| Pfam                                                                                               | structures                                                     |
| PDB                                                                                                | RCSB PDB; PDBe; PDBj                                           |
| PDBsum                                                                                             | structure summary                                              |

| Dostupne proteinske strukture: | Dostupne proteinske strukture: |
| ------------------------------ | ------------------------------ |
| Pfam                           | structures                     |
| PDB                            | RCSB PDB; PDBe; PDBj           |
| PDBsum                         | structure summary              |

| heliks-zavoj-heliks domen                                                                          | heliks-zavoj-heliks domen |
| Identifikatori                                                                                     | Identifikatori            |
| -------------------------------------------------------------------------------------------------- | ------------------------- |
| Simbol                                                                                             | HTH_CodY                  |
| Pfam                                                                                               | PF08222                   |
| Pfam klan                                                                                          | CL0123                    |
| InterPro                                                                                           | IPR013198                 |
| Dostupne proteinske strukture: Pfam structures PDB RCSB PDB ; PDBe ; PDBj PDBsum structure summary |                           |
| Dostupne proteinske strukture:                                                                     |                           |
| Pfam                                                                                               | structures                |
| PDB                                                                                                | RCSB PDB; PDBe; PDBj      |
| PDBsum                                                                                             | structure summary         |

| Dostupne proteinske strukture: | Dostupne proteinske strukture: |
| ------------------------------ | ------------------------------ |
| Pfam                           | structures                     |
| PDB                            | RCSB PDB; PDBe; PDBj           |
| PDBsum                         | structure summary              |

| sličan heliks-zavoj-heliks domen                                                                   | sličan heliks-zavoj-heliks domen |
| Identifikatori                                                                                     | Identifikatori                   |
| -------------------------------------------------------------------------------------------------- | -------------------------------- |
| Simbol                                                                                             | HTH_DeoR                         |
| Pfam                                                                                               | PF08220                          |
| Pfam klan                                                                                          | CL0123                           |
| InterPro                                                                                           | IPR001034                        |
| PROSITE                                                                                            | PDOC00696                        |
| SCOP                                                                                               | 1lk5                             |
| SUPERFAMILY                                                                                        | 1lk5                             |
| Dostupne proteinske strukture: Pfam structures PDB RCSB PDB ; PDBe ; PDBj PDBsum structure summary |                                  |
| Dostupne proteinske strukture:                                                                     |                                  |
| Pfam                                                                                               | structures                       |
| PDB                                                                                                | RCSB PDB; PDBe; PDBj             |
| PDBsum                                                                                             | structure summary                |

| Dostupne proteinske strukture: | Dostupne proteinske strukture: |
| ------------------------------ | ------------------------------ |
| Pfam                           | structures                     |
| PDB                            | RCSB PDB; PDBe; PDBj           |
| PDBsum                         | structure summary              |

| heliks-zavoj-heliks domen                                                                          | heliks-zavoj-heliks domen |
| Identifikatori                                                                                     | Identifikatori            |
| -------------------------------------------------------------------------------------------------- | ------------------------- |
| Simbol                                                                                             | HTH_IclR                  |
| Pfam                                                                                               | PF09339                   |
| Pfam klan                                                                                          | CL0123                    |
| InterPro                                                                                           | IPR005471                 |
| Dostupne proteinske strukture: Pfam structures PDB RCSB PDB ; PDBe ; PDBj PDBsum structure summary |                           |
| Dostupne proteinske strukture:                                                                     |                           |
| Pfam                                                                                               | structures                |
| PDB                                                                                                | RCSB PDB; PDBe; PDBj      |
| PDBsum                                                                                             | structure summary         |

| Dostupne proteinske strukture: | Dostupne proteinske strukture: |
| ------------------------------ | ------------------------------ |
| Pfam                           | structures                     |
| PDB                            | RCSB PDB; PDBe; PDBj           |
| PDBsum                         | structure summary              |

| M protein trans delujući pozitivni regulator () HTH domen                                          | M protein trans delujući pozitivni regulator () HTH domen |
| Identifikatori                                                                                     | Identifikatori                                            |
| -------------------------------------------------------------------------------------------------- | --------------------------------------------------------- |
| Simbol                                                                                             | HTH_Mga                                                   |
| Pfam                                                                                               | PF08280                                                   |
| Pfam klan                                                                                          | CL0123                                                    |
| InterPro                                                                                           | IPR013199                                                 |
| Dostupne proteinske strukture: Pfam structures PDB RCSB PDB ; PDBe ; PDBj PDBsum structure summary |                                                           |
| Dostupne proteinske strukture:                                                                     |                                                           |
| Pfam                                                                                               | structures                                                |
| PDB                                                                                                | RCSB PDB; PDBe; PDBj                                      |
| PDBsum                                                                                             | structure summary                                         |

| Dostupne proteinske strukture: | Dostupne proteinske strukture: |
| ------------------------------ | ------------------------------ |
| Pfam                           | structures                     |
| PDB                            | RCSB PDB; PDBe; PDBj           |
| PDBsum                         | structure summary              |

| Heliks-zavoj-heliks domen                                                                          | Heliks-zavoj-heliks domen |
| Identifikatori                                                                                     | Identifikatori            |
| -------------------------------------------------------------------------------------------------- | ------------------------- |
| Simbol                                                                                             | HTH_OrfB_IS605            |
| Pfam                                                                                               | PF12323                   |
| Pfam klan                                                                                          | CL0123                    |
| InterPro                                                                                           | IPR021027                 |
| Dostupne proteinske strukture: Pfam structures PDB RCSB PDB ; PDBe ; PDBj PDBsum structure summary |                           |
| Dostupne proteinske strukture:                                                                     |                           |
| Pfam                                                                                               | structures                |
| PDB                                                                                                | RCSB PDB; PDBe; PDBj      |
| PDBsum                                                                                             | structure summary         |

| Dostupne proteinske strukture: | Dostupne proteinske strukture: |
| ------------------------------ | ------------------------------ |
| Pfam                           | structures                     |
| PDB                            | RCSB PDB; PDBe; PDBj           |
| PDBsum                         | structure summary              |

| Heliks-zavoj-heliks domen                                                                          | Heliks-zavoj-heliks domen |
| Identifikatori                                                                                     | Identifikatori            |
| -------------------------------------------------------------------------------------------------- | ------------------------- |
| Simbol                                                                                             | HTH_psq                   |
| Pfam                                                                                               | PF05225                   |
| Pfam klan                                                                                          | CL0123                    |
| InterPro                                                                                           | IPR007889                 |
| Dostupne proteinske strukture: Pfam structures PDB RCSB PDB ; PDBe ; PDBj PDBsum structure summary |                           |
| Dostupne proteinske strukture:                                                                     |                           |
| Pfam                                                                                               | structures                |
| PDB                                                                                                | RCSB PDB; PDBe; PDBj      |
| PDBsum                                                                                             | structure summary         |

| Dostupne proteinske strukture: | Dostupne proteinske strukture: |
| ------------------------------ | ------------------------------ |
| Pfam                           | structures                     |
| PDB                            | RCSB PDB; PDBe; PDBj           |
| PDBsum                         | structure summary              |

| Transposaza                                                                                        | Transposaza          |
| Identifikatori                                                                                     | Identifikatori       |
| -------------------------------------------------------------------------------------------------- | -------------------- |
| Simbol                                                                                             | HTH_Tnp_1            |
| Pfam                                                                                               | PF01527              |
| Pfam klan                                                                                          | CL0123               |
| InterPro                                                                                           | IPR002514            |
| Dostupne proteinske strukture: Pfam structures PDB RCSB PDB ; PDBe ; PDBj PDBsum structure summary |                      |
| Dostupne proteinske strukture:                                                                     |                      |
| Pfam                                                                                               | structures           |
| PDB                                                                                                | RCSB PDB; PDBe; PDBj |
| PDBsum                                                                                             | structure summary    |

| Dostupne proteinske strukture: | Dostupne proteinske strukture: |
| ------------------------------ | ------------------------------ |
| Pfam                           | structures                     |
| PDB                            | RCSB PDB; PDBe; PDBj           |
| PDBsum                         | structure summary              |

| Transposaza                                                                                        | Transposaza          |
| Identifikatori                                                                                     | Identifikatori       |
| -------------------------------------------------------------------------------------------------- | -------------------- |
| Simbol                                                                                             | HTH_Tnp_IS630        |
| Pfam                                                                                               | PF01710              |
| Pfam klan                                                                                          | CL0123               |
| InterPro                                                                                           | IPR002622            |
| Dostupne proteinske strukture: Pfam structures PDB RCSB PDB ; PDBe ; PDBj PDBsum structure summary |                      |
| Dostupne proteinske strukture:                                                                     |                      |
| Pfam                                                                                               | structures           |
| PDB                                                                                                | RCSB PDB; PDBe; PDBj |
| PDBsum                                                                                             | structure summary    |

| Dostupne proteinske strukture: | Dostupne proteinske strukture: |
| ------------------------------ | ------------------------------ |
| Pfam                           | structures                     |
| PDB                            | RCSB PDB; PDBe; PDBj           |
| PDBsum                         | structure summary              |

| Mi DNK vezujući domen                                                                              | Mi DNK vezujući domen |
| Identifikatori                                                                                     | Identifikatori        |
| -------------------------------------------------------------------------------------------------- | --------------------- |
| Simbol                                                                                             | HTH_Tnp_Mu_1          |
| Pfam                                                                                               | PF02316               |
| Pfam klan                                                                                          | CL0123                |
| InterPro                                                                                           | IPR003314             |
| SCOP                                                                                               | 1qpm                  |
| SUPERFAMILY                                                                                        | 1qpm                  |
| Dostupne proteinske strukture: Pfam structures PDB RCSB PDB ; PDBe ; PDBj PDBsum structure summary |                       |
| Dostupne proteinske strukture:                                                                     |                       |
| Pfam                                                                                               | structures            |
| PDB                                                                                                | RCSB PDB; PDBe; PDBj  |
| PDBsum                                                                                             | structure summary     |

| Dostupne proteinske strukture: | Dostupne proteinske strukture: |
| ------------------------------ | ------------------------------ |
| Pfam                           | structures                     |
| PDB                            | RCSB PDB; PDBe; PDBj           |
| PDBsum                         | structure summary              |

| Mi DNK Vezujući, I gama poddomen                                                                   | Mi DNK Vezujući, I gama poddomen |
| Identifikatori                                                                                     | Identifikatori                   |
| -------------------------------------------------------------------------------------------------- | -------------------------------- |
| Simbol                                                                                             | HTH_Tnp_Mu_2                     |
| Pfam                                                                                               | PF09039                          |
| Pfam klan                                                                                          | CL0123                           |
| InterPro                                                                                           | IPR015126                        |
| Dostupne proteinske strukture: Pfam structures PDB RCSB PDB ; PDBe ; PDBj PDBsum structure summary |                                  |
| Dostupne proteinske strukture:                                                                     |                                  |
| Pfam                                                                                               | structures                       |
| PDB                                                                                                | RCSB PDB; PDBe; PDBj             |
| PDBsum                                                                                             | structure summary                |

| Dostupne proteinske strukture: | Dostupne proteinske strukture: |
| ------------------------------ | ------------------------------ |
| Pfam                           | structures                     |
| PDB                            | RCSB PDB; PDBe; PDBj           |
| PDBsum                         | structure summary              |

| Transposaza                                                                                        | Transposaza          |
| Identifikatori                                                                                     | Identifikatori       |
| -------------------------------------------------------------------------------------------------- | -------------------- |
| Simbol                                                                                             | HTH_Tnp_Tc3_2        |
| Pfam                                                                                               | PF01498              |
| Pfam klan                                                                                          | CL0123               |
| InterPro                                                                                           | IPR002492            |
| SCOP                                                                                               | 1tc3                 |
| SUPERFAMILY                                                                                        | 1tc3                 |
| Dostupne proteinske strukture: Pfam structures PDB RCSB PDB ; PDBe ; PDBj PDBsum structure summary |                      |
| Dostupne proteinske strukture:                                                                     |                      |
| Pfam                                                                                               | structures           |
| PDB                                                                                                | RCSB PDB; PDBe; PDBj |
| PDBsum                                                                                             | structure summary    |

| Dostupne proteinske strukture: | Dostupne proteinske strukture: |
| ------------------------------ | ------------------------------ |
| Pfam                           | structures                     |
| PDB                            | RCSB PDB; PDBe; PDBj           |
| PDBsum                         | structure summary              |

| Tc5 transposaza DNA vezujući domen                                                                 | Tc5 transposaza DNA vezujući domen |
| Identifikatori                                                                                     | Identifikatori                     |
| -------------------------------------------------------------------------------------------------- | ---------------------------------- |
| Simbol                                                                                             | HTH_Tnp_Tc5                        |
| Pfam                                                                                               | PF03221                            |
| Pfam klan                                                                                          | CL0123                             |
| InterPro                                                                                           | IPR004906                          |
| Dostupne proteinske strukture: Pfam structures PDB RCSB PDB ; PDBe ; PDBj PDBsum structure summary |                                    |
| Dostupne proteinske strukture:                                                                     |                                    |
| Pfam                                                                                               | structures                         |
| PDB                                                                                                | RCSB PDB; PDBe; PDBj               |
| PDBsum                                                                                             | structure summary                  |

| Dostupne proteinske strukture: | Dostupne proteinske strukture: |
| ------------------------------ | ------------------------------ |
| Pfam                           | structures                     |
| PDB                            | RCSB PDB; PDBe; PDBj           |
| PDBsum                         | structure summary              |

| Regulator sporulacije, terminusni domen                                                            | Regulator sporulacije, terminusni domen |
| Identifikatori                                                                                     | Identifikatori                          |
| -------------------------------------------------------------------------------------------------- | --------------------------------------- |
| Simbol                                                                                             | HTH_WhiA                                |
| Pfam                                                                                               | PF02650                                 |
| Pfam klan                                                                                          | CL0123                                  |
| InterPro                                                                                           | IPR003802                               |
| Dostupne proteinske strukture: Pfam structures PDB RCSB PDB ; PDBe ; PDBj PDBsum structure summary |                                         |
| Dostupne proteinske strukture:                                                                     |                                         |
| Pfam                                                                                               | structures                              |
| PDB                                                                                                | RCSB PDB; PDBe; PDBj                    |
| PDBsum                                                                                             | structure summary                       |

| Dostupne proteinske strukture: | Dostupne proteinske strukture: |
| ------------------------------ | ------------------------------ |
| Pfam                           | structures                     |
| PDB                            | RCSB PDB; PDBe; PDBj           |
| PDBsum                         | structure summary              |

| Heliks-zavoj-heliks domen alkil merkuri liaze                                                      | Heliks-zavoj-heliks domen alkil merkuri liaze |
| Identifikatori                                                                                     | Identifikatori                                |
| -------------------------------------------------------------------------------------------------- | --------------------------------------------- |
| Simbol                                                                                             | HTH_15                                        |
| Pfam                                                                                               | PF12324                                       |
| Pfam klan                                                                                          | CL0123                                        |
| Dostupne proteinske strukture: Pfam structures PDB RCSB PDB ; PDBe ; PDBj PDBsum structure summary |                                               |
| Dostupne proteinske strukture:                                                                     |                                               |
| Pfam                                                                                               | structures                                    |
| PDB                                                                                                | RCSB PDB; PDBe; PDBj                          |
| PDBsum                                                                                             | structure summary                             |

| Dostupne proteinske strukture: | Dostupne proteinske strukture: |
| ------------------------------ | ------------------------------ |
| Pfam                           | structures                     |
| PDB                            | RCSB PDB; PDBe; PDBj           |
| PDBsum                         | structure summary              |

| Heliks-zavoj-heliks domen                                                                          | Heliks-zavoj-heliks domen |
| Identifikatori                                                                                     | Identifikatori            |
| -------------------------------------------------------------------------------------------------- | ------------------------- |
| Simbol                                                                                             | HTH_16                    |
| Pfam                                                                                               | PF12645                   |
| Pfam klan                                                                                          | CL0123                    |
| Dostupne proteinske strukture: Pfam structures PDB RCSB PDB ; PDBe ; PDBj PDBsum structure summary |                           |
| Dostupne proteinske strukture:                                                                     |                           |
| Pfam                                                                                               | structures                |
| PDB                                                                                                | RCSB PDB; PDBe; PDBj      |
| PDBsum                                                                                             | structure summary         |

| Dostupne proteinske strukture: | Dostupne proteinske strukture: |
| ------------------------------ | ------------------------------ |
| Pfam                           | structures                     |
| PDB                            | RCSB PDB; PDBe; PDBj           |
| PDBsum                         | structure summary              |

| Heliks-zavoj-heliks domen                                                                          | Heliks-zavoj-heliks domen |
| Identifikatori                                                                                     | Identifikatori            |
| -------------------------------------------------------------------------------------------------- | ------------------------- |
| Simbol                                                                                             | HTH_17                    |
| Pfam                                                                                               | PF12728                   |
| Pfam klan                                                                                          | CL0123                    |
| Dostupne proteinske strukture: Pfam structures PDB RCSB PDB ; PDBe ; PDBj PDBsum structure summary |                           |
| Dostupne proteinske strukture:                                                                     |                           |
| Pfam                                                                                               | structures                |
| PDB                                                                                                | RCSB PDB; PDBe; PDBj      |
| PDBsum                                                                                             | structure summary         |

| Dostupne proteinske strukture: | Dostupne proteinske strukture: |
| ------------------------------ | ------------------------------ |
| Pfam                           | structures                     |
| PDB                            | RCSB PDB; PDBe; PDBj           |
| PDBsum                         | structure summary              |

| Heliks-zavoj-heliks domen                                                                          | Heliks-zavoj-heliks domen |
| Identifikatori                                                                                     | Identifikatori            |
| -------------------------------------------------------------------------------------------------- | ------------------------- |
| Simbol                                                                                             | HTH_18                    |
| Pfam                                                                                               | PF12833                   |
| Pfam klan                                                                                          | CL0123                    |
| Dostupne proteinske strukture: Pfam structures PDB RCSB PDB ; PDBe ; PDBj PDBsum structure summary |                           |
| Dostupne proteinske strukture:                                                                     |                           |
| Pfam                                                                                               | structures                |
| PDB                                                                                                | RCSB PDB; PDBe; PDBj      |
| PDBsum                                                                                             | structure summary         |

| Dostupne proteinske strukture: | Dostupne proteinske strukture: |
| ------------------------------ | ------------------------------ |
| Pfam                           | structures                     |
| PDB                            | RCSB PDB; PDBe; PDBj           |
| PDBsum                         | structure summary              |

| Heliks-zavoj-heliks domen                                                                          | Heliks-zavoj-heliks domen |
| Identifikatori                                                                                     | Identifikatori            |
| -------------------------------------------------------------------------------------------------- | ------------------------- |
| Simbol                                                                                             | HTH_19                    |
| Pfam                                                                                               | PF12844                   |
| Pfam klan                                                                                          | CL0123                    |
| Dostupne proteinske strukture: Pfam structures PDB RCSB PDB ; PDBe ; PDBj PDBsum structure summary |                           |
| Dostupne proteinske strukture:                                                                     |                           |
| Pfam                                                                                               | structures                |
| PDB                                                                                                | RCSB PDB; PDBe; PDBj      |
| PDBsum                                                                                             | structure summary         |

| Dostupne proteinske strukture: | Dostupne proteinske strukture: |
| ------------------------------ | ------------------------------ |
| Pfam                           | structures                     |
| PDB                            | RCSB PDB; PDBe; PDBj           |
| PDBsum                         | structure summary              |

| Heliks-zavoj-heliks domen                                                                          | Heliks-zavoj-heliks domen |
| Identifikatori                                                                                     | Identifikatori            |
| -------------------------------------------------------------------------------------------------- | ------------------------- |
| Simbol                                                                                             | HTH_20                    |
| Pfam                                                                                               | PF12840                   |
| Pfam klan                                                                                          | CL0123                    |
| Dostupne proteinske strukture: Pfam structures PDB RCSB PDB ; PDBe ; PDBj PDBsum structure summary |                           |
| Dostupne proteinske strukture:                                                                     |                           |
| Pfam                                                                                               | structures                |
| PDB                                                                                                | RCSB PDB; PDBe; PDBj      |
| PDBsum                                                                                             | structure summary         |

| Dostupne proteinske strukture: | Dostupne proteinske strukture: |
| ------------------------------ | ------------------------------ |
| Pfam                           | structures                     |
| PDB                            | RCSB PDB; PDBe; PDBj           |
| PDBsum                         | structure summary              |

| -terminusni domen                                                                                  | -terminusni domen    |
| Identifikatori                                                                                     | Identifikatori       |
| -------------------------------------------------------------------------------------------------- | -------------------- |
| Simbol                                                                                             | HTH_Tnp_IS1          |
| Pfam                                                                                               | PF12759              |
| Pfam klan                                                                                          | CL0123               |
| Dostupne proteinske strukture: Pfam structures PDB RCSB PDB ; PDBe ; PDBj PDBsum structure summary |                      |
| Dostupne proteinske strukture:                                                                     |                      |
| Pfam                                                                                               | structures           |
| PDB                                                                                                | RCSB PDB; PDBe; PDBj |
| PDBsum                                                                                             | structure summary    |

| Dostupne proteinske strukture: | Dostupne proteinske strukture: |
| ------------------------------ | ------------------------------ |
| Pfam                           | structures                     |
| PDB                            | RCSB PDB; PDBe; PDBj           |
| PDBsum                         | structure summary              |

| Heliks-zavoj-heliks domen transposaze IS66                                                         | Heliks-zavoj-heliks domen transposaze IS66 |
| Identifikatori                                                                                     | Identifikatori                             |
| -------------------------------------------------------------------------------------------------- | ------------------------------------------ |
| Simbol                                                                                             | HTH_Tnp_IS66                               |
| Pfam                                                                                               | PF13005                                    |
| Pfam klan                                                                                          | CL0123                                     |
| Dostupne proteinske strukture: Pfam structures PDB RCSB PDB ; PDBe ; PDBj PDBsum structure summary |                                            |
| Dostupne proteinske strukture:                                                                     |                                            |
| Pfam                                                                                               | structures                                 |
| PDB                                                                                                | RCSB PDB; PDBe; PDBj                       |
| PDBsum                                                                                             | structure summary                          |

| Dostupne proteinske strukture: | Dostupne proteinske strukture: |
| ------------------------------ | ------------------------------ |
| Pfam                           | structures                     |
| PDB                            | RCSB PDB; PDBe; PDBj           |
| PDBsum                         | structure summary              |

| HTH domen                                                                                          | HTH domen            |
| Identifikatori                                                                                     | Identifikatori       |
| -------------------------------------------------------------------------------------------------- | -------------------- |
| Simbol                                                                                             | HTH_11               |
| Pfam                                                                                               | PF08279              |
| Pfam klan                                                                                          | CL0123               |
| InterPro                                                                                           | IPR013196            |
| Dostupne proteinske strukture: Pfam structures PDB RCSB PDB ; PDBe ; PDBj PDBsum structure summary |                      |
| Dostupne proteinske strukture:                                                                     |                      |
| Pfam                                                                                               | structures           |
| PDB                                                                                                | RCSB PDB; PDBe; PDBj |
| PDBsum                                                                                             | structure summary    |

| Dostupne proteinske strukture: | Dostupne proteinske strukture: |
| ------------------------------ | ------------------------------ |
| Pfam                           | structures                     |
| PDB                            | RCSB PDB; PDBe; PDBj           |
| PDBsum                         | structure summary              |

| transposaza                                                                                        | transposaza          |
| Identifikatori                                                                                     | Identifikatori       |
| -------------------------------------------------------------------------------------------------- | -------------------- |
| Simbol                                                                                             | HTH_Tnp_Tc3_1        |
| Pfam                                                                                               | PF11427              |
| Pfam klan                                                                                          | CL0123               |
| Dostupne proteinske strukture: Pfam structures PDB RCSB PDB ; PDBe ; PDBj PDBsum structure summary |                      |
| Dostupne proteinske strukture:                                                                     |                      |
| Pfam                                                                                               | structures           |
| PDB                                                                                                | RCSB PDB; PDBe; PDBj |
| PDBsum                                                                                             | structure summary    |

| Dostupne proteinske strukture: | Dostupne proteinske strukture: |
| ------------------------------ | ------------------------------ |
| Pfam                           | structures                     |
| PDB                            | RCSB PDB; PDBe; PDBj           |
| PDBsum                         | structure summary              |

| Bakterijski regulatorni heliks-zavoj-heliks protein, familija                                      | Bakterijski regulatorni heliks-zavoj-heliks protein, familija |
| Identifikatori                                                                                     | Identifikatori                                                |
| -------------------------------------------------------------------------------------------------- | ------------------------------------------------------------- |
| Simbol                                                                                             | HTH_1                                                         |
| Pfam                                                                                               | PF00126                                                       |
| Pfam klan                                                                                          | CL0123                                                        |
| InterPro                                                                                           | IPR000847                                                     |
| PROSITE                                                                                            | PDOC00043                                                     |
| SCOP                                                                                               | 1al3                                                          |
| SUPERFAMILY                                                                                        | 1al3                                                          |
| Dostupne proteinske strukture: Pfam structures PDB RCSB PDB ; PDBe ; PDBj PDBsum structure summary |                                                               |
| Dostupne proteinske strukture:                                                                     |                                                               |
| Pfam                                                                                               | structures                                                    |
| PDB                                                                                                | RCSB PDB; PDBe; PDBj                                          |
| PDBsum                                                                                             | structure summary                                             |

| Dostupne proteinske strukture: | Dostupne proteinske strukture: |
| ------------------------------ | ------------------------------ |
| Pfam                           | structures                     |
| PDB                            | RCSB PDB; PDBe; PDBj           |
| PDBsum                         | structure summary              |

| HTH DNA vezujući domen                                                                             | HTH DNA vezujući domen |
| Identifikatori                                                                                     | Identifikatori         |
| -------------------------------------------------------------------------------------------------- | ---------------------- |
| Simbol                                                                                             | HTH_10                 |
| Pfam                                                                                               | PF04967                |
| Pfam klan                                                                                          | CL0123                 |
| InterPro                                                                                           | IPR007050              |
| Dostupne proteinske strukture: Pfam structures PDB RCSB PDB ; PDBe ; PDBj PDBsum structure summary |                        |
| Dostupne proteinske strukture:                                                                     |                        |
| Pfam                                                                                               | structures             |
| PDB                                                                                                | RCSB PDB; PDBe; PDBj   |
| PDBsum                                                                                             | structure summary      |

| Dostupne proteinske strukture: | Dostupne proteinske strukture: |
| ------------------------------ | ------------------------------ |
| Pfam                           | structures                     |
| PDB                            | RCSB PDB; PDBe; PDBj           |
| PDBsum                         | structure summary              |

| Ribonukleazni R heliksni domen                                                                     | Ribonukleazni R heliksni domen |
| Identifikatori                                                                                     | Identifikatori                 |
| -------------------------------------------------------------------------------------------------- | ------------------------------ |
| Simbol                                                                                             | HTH_12                         |
| Pfam                                                                                               | PF08461                        |
| Pfam klan                                                                                          | CL0123                         |
| InterPro                                                                                           | IPR013668                      |
| Dostupne proteinske strukture: Pfam structures PDB RCSB PDB ; PDBe ; PDBj PDBsum structure summary |                                |
| Dostupne proteinske strukture:                                                                     |                                |
| Pfam                                                                                               | structures                     |
| PDB                                                                                                | RCSB PDB; PDBe; PDBj           |
| PDBsum                                                                                             | structure summary              |

| Dostupne proteinske strukture: | Dostupne proteinske strukture: |
| ------------------------------ | ------------------------------ |
| Pfam                           | structures                     |
| PDB                            | RCSB PDB; PDBe; PDBj           |
| PDBsum                         | structure summary              |

| HTH DNA vezujući domen                                                                             | HTH DNA vezujući domen |
| Identifikatori                                                                                     | Identifikatori         |
| -------------------------------------------------------------------------------------------------- | ---------------------- |
| Simbol                                                                                             | HTH_13                 |
| Pfam                                                                                               | PF11972                |
| Pfam klan                                                                                          | CL0123                 |
| InterPro                                                                                           | IPR021068              |
| Dostupne proteinske strukture: Pfam structures PDB RCSB PDB ; PDBe ; PDBj PDBsum structure summary |                        |
| Dostupne proteinske strukture:                                                                     |                        |
| Pfam                                                                                               | structures             |
| PDB                                                                                                | RCSB PDB; PDBe; PDBj   |
| PDBsum                                                                                             | structure summary      |

| Dostupne proteinske strukture: | Dostupne proteinske strukture: |
| ------------------------------ | ------------------------------ |
| Pfam                           | structures                     |
| PDB                            | RCSB PDB; PDBe; PDBj           |
| PDBsum                         | structure summary              |

| Heliks-zavoj-heliks                                                                                | Heliks-zavoj-heliks  |
| Identifikatori                                                                                     | Identifikatori       |
| -------------------------------------------------------------------------------------------------- | -------------------- |
| Simbol                                                                                             | HTH_3                |
| Pfam                                                                                               | PF01381              |
| Pfam klan                                                                                          | CL0123               |
| InterPro                                                                                           | IPR001387            |
| SCOP                                                                                               | 1r69                 |
| SUPERFAMILY                                                                                        | 1r69                 |
| Dostupne proteinske strukture: Pfam structures PDB RCSB PDB ; PDBe ; PDBj PDBsum structure summary |                      |
| Dostupne proteinske strukture:                                                                     |                      |
| Pfam                                                                                               | structures           |
| PDB                                                                                                | RCSB PDB; PDBe; PDBj |
| PDBsum                                                                                             | structure summary    |

| Dostupne proteinske strukture: | Dostupne proteinske strukture: |
| ------------------------------ | ------------------------------ |
| Pfam                           | structures                     |
| PDB                            | RCSB PDB; PDBe; PDBj           |
| PDBsum                         | structure summary              |

| Bakterijski regulatorni protein, familija                                                          | Bakterijski regulatorni protein, familija |
| Identifikatori                                                                                     | Identifikatori                            |
| -------------------------------------------------------------------------------------------------- | ----------------------------------------- |
| Simbol                                                                                             | HTH_5                                     |
| Pfam                                                                                               | PF01022                                   |
| Pfam klan                                                                                          | CL0123                                    |
| InterPro                                                                                           | IPR001845                                 |
| PROSITE                                                                                            | PDOC00661                                 |
| SCOP                                                                                               | 1smt                                      |
| SUPERFAMILY                                                                                        | 1smt                                      |
| Dostupne proteinske strukture: Pfam structures PDB RCSB PDB ; PDBe ; PDBj PDBsum structure summary |                                           |
| Dostupne proteinske strukture:                                                                     |                                           |
| Pfam                                                                                               | structures                                |
| PDB                                                                                                | RCSB PDB; PDBe; PDBj                      |
| PDBsum                                                                                             | structure summary                         |

| Dostupne proteinske strukture: | Dostupne proteinske strukture: |
| ------------------------------ | ------------------------------ |
| Pfam                           | structures                     |
| PDB                            | RCSB PDB; PDBe; PDBj           |
| PDBsum                         | structure summary              |

| Heliks-zavoj-heliks domen, familija                                                                | Heliks-zavoj-heliks domen, familija |
| Identifikatori                                                                                     | Identifikatori                      |
| -------------------------------------------------------------------------------------------------- | ----------------------------------- |
| Simbol                                                                                             | HTH_6                               |
| Pfam                                                                                               | PF01418                             |
| Pfam klan                                                                                          | CL0123                              |
| InterPro                                                                                           | IPR000281                           |
| Dostupne proteinske strukture: Pfam structures PDB RCSB PDB ; PDBe ; PDBj PDBsum structure summary |                                     |
| Dostupne proteinske strukture:                                                                     |                                     |
| Pfam                                                                                               | structures                          |
| PDB                                                                                                | RCSB PDB; PDBe; PDBj                |
| PDBsum                                                                                             | structure summary                   |

| Dostupne proteinske strukture: | Dostupne proteinske strukture: |
| ------------------------------ | ------------------------------ |
| Pfam                           | structures                     |
| PDB                            | RCSB PDB; PDBe; PDBj           |
| PDBsum                         | structure summary              |

| Heliks-zavoj-heliks domen rezolvaze                                                                | Heliks-zavoj-heliks domen rezolvaze |
| Identifikatori                                                                                     | Identifikatori                      |
| -------------------------------------------------------------------------------------------------- | ----------------------------------- |
| Simbol                                                                                             | HTH_7                               |
| Pfam                                                                                               | PF02796                             |
| Pfam klan                                                                                          | CL0123                              |
| InterPro                                                                                           | IPR006120                           |
| PROSITE                                                                                            | PDOC00334                           |
| SCOP                                                                                               | 1hcr                                |
| SUPERFAMILY                                                                                        | 1hcr                                |
| Dostupne proteinske strukture: Pfam structures PDB RCSB PDB ; PDBe ; PDBj PDBsum structure summary |                                     |
| Dostupne proteinske strukture:                                                                     |                                     |
| Pfam                                                                                               | structures                          |
| PDB                                                                                                | RCSB PDB; PDBe; PDBj                |
| PDBsum                                                                                             | structure summary                   |

| Dostupne proteinske strukture: | Dostupne proteinske strukture: |
| ------------------------------ | ------------------------------ |
| Pfam                           | structures                     |
| PDB                            | RCSB PDB; PDBe; PDBj           |
| PDBsum                         | structure summary              |

| Bakterijski regulatorni protein, familija                                                          | Bakterijski regulatorni protein, familija |
| Identifikatori                                                                                     | Identifikatori                            |
| -------------------------------------------------------------------------------------------------- | ----------------------------------------- |
| Simbol                                                                                             | HTH_8                                     |
| Pfam                                                                                               | PF02954                                   |
| Pfam klan                                                                                          | CL0123                                    |
| InterPro                                                                                           | IPR002197                                 |
| SCOP                                                                                               | 1f36                                      |
| SUPERFAMILY                                                                                        | 1f36                                      |
| Dostupne proteinske strukture: Pfam structures PDB RCSB PDB ; PDBe ; PDBj PDBsum structure summary |                                           |
| Dostupne proteinske strukture:                                                                     |                                           |
| Pfam                                                                                               | structures                                |
| PDB                                                                                                | RCSB PDB; PDBe; PDBj                      |
| PDBsum                                                                                             | structure summary                         |

| Dostupne proteinske strukture: | Dostupne proteinske strukture: |
| ------------------------------ | ------------------------------ |
| Pfam                           | structures                     |
| PDB                            | RCSB PDB; PDBe; PDBj           |
| PDBsum                         | structure summary              |

| RNA polimeraza III podjedinica heliks-zavoj-heliks domen                                           | RNA polimeraza III podjedinica heliks-zavoj-heliks domen |
| Identifikatori                                                                                     | Identifikatori                                           |
| -------------------------------------------------------------------------------------------------- | -------------------------------------------------------- |
| Simbol                                                                                             | HTH_9                                                    |
| Pfam                                                                                               | PF08221                                                  |
| Pfam klan                                                                                          | CL0123                                                   |
| InterPro                                                                                           | IPR013197                                                |
| Dostupne proteinske strukture: Pfam structures PDB RCSB PDB ; PDBe ; PDBj PDBsum structure summary |                                                          |
| Dostupne proteinske strukture:                                                                     |                                                          |
| Pfam                                                                                               | structures                                               |
| PDB                                                                                                | RCSB PDB; PDBe; PDBj                                     |
| PDBsum                                                                                             | structure summary                                        |

| Dostupne proteinske strukture: | Dostupne proteinske strukture: |
| ------------------------------ | ------------------------------ |
| Pfam                           | structures                     |
| PDB                            | RCSB PDB; PDBe; PDBj           |
| PDBsum                         | structure summary              |

| Bakterijski regulatorni heliks-zavoj-heliks proteini, familija                                     | Bakterijski regulatorni heliks-zavoj-heliks proteini, familija |
| Identifikatori                                                                                     | Identifikatori                                                 |
| -------------------------------------------------------------------------------------------------- | -------------------------------------------------------------- |
| Simbol                                                                                             | HTH_AraC                                                       |
| Pfam                                                                                               | PF00165                                                        |
| Pfam klan                                                                                          | CL0123                                                         |
| InterPro                                                                                           | IPR000005                                                      |
| PROSITE                                                                                            | PDOC00040                                                      |
| SCOP                                                                                               | 1bl0                                                           |
| SUPERFAMILY                                                                                        | 1bl0                                                           |
| Dostupne proteinske strukture: Pfam structures PDB RCSB PDB ; PDBe ; PDBj PDBsum structure summary |                                                                |
| Dostupne proteinske strukture:                                                                     |                                                                |
| Pfam                                                                                               | structures                                                     |
| PDB                                                                                                | RCSB PDB; PDBe; PDBj                                           |
| PDBsum                                                                                             | structure summary                                              |

| Dostupne proteinske strukture: | Dostupne proteinske strukture: |
| ------------------------------ | ------------------------------ |
| Pfam                           | structures                     |
| PDB                            | RCSB PDB; PDBe; PDBj           |
| PDBsum                         | structure summary              |

| heliks-zavoj-heliks domen                                                                          | heliks-zavoj-heliks domen |
| Identifikatori                                                                                     | Identifikatori            |
| -------------------------------------------------------------------------------------------------- | ------------------------- |
| Simbol                                                                                             | HTH_CodY                  |
| Pfam                                                                                               | PF08222                   |
| Pfam klan                                                                                          | CL0123                    |
| InterPro                                                                                           | IPR013198                 |
| Dostupne proteinske strukture: Pfam structures PDB RCSB PDB ; PDBe ; PDBj PDBsum structure summary |                           |
| Dostupne proteinske strukture:                                                                     |                           |
| Pfam                                                                                               | structures                |
| PDB                                                                                                | RCSB PDB; PDBe; PDBj      |
| PDBsum                                                                                             | structure summary         |

| Dostupne proteinske strukture: | Dostupne proteinske strukture: |
| ------------------------------ | ------------------------------ |
| Pfam                           | structures                     |
| PDB                            | RCSB PDB; PDBe; PDBj           |
| PDBsum                         | structure summary              |

| sličan heliks-zavoj-heliks domen                                                                   | sličan heliks-zavoj-heliks domen |
| Identifikatori                                                                                     | Identifikatori                   |
| -------------------------------------------------------------------------------------------------- | -------------------------------- |
| Simbol                                                                                             | HTH_DeoR                         |
| Pfam                                                                                               | PF08220                          |
| Pfam klan                                                                                          | CL0123                           |
| InterPro                                                                                           | IPR001034                        |
| PROSITE                                                                                            | PDOC00696                        |
| SCOP                                                                                               | 1lk5                             |
| SUPERFAMILY                                                                                        | 1lk5                             |
| Dostupne proteinske strukture: Pfam structures PDB RCSB PDB ; PDBe ; PDBj PDBsum structure summary |                                  |
| Dostupne proteinske strukture:                                                                     |                                  |
| Pfam                                                                                               | structures                       |
| PDB                                                                                                | RCSB PDB; PDBe; PDBj             |
| PDBsum                                                                                             | structure summary                |

| Dostupne proteinske strukture: | Dostupne proteinske strukture: |
| ------------------------------ | ------------------------------ |
| Pfam                           | structures                     |
| PDB                            | RCSB PDB; PDBe; PDBj           |
| PDBsum                         | structure summary              |

| heliks-zavoj-heliks domen                                                                          | heliks-zavoj-heliks domen |
| Identifikatori                                                                                     | Identifikatori            |
| -------------------------------------------------------------------------------------------------- | ------------------------- |
| Simbol                                                                                             | HTH_IclR                  |
| Pfam                                                                                               | PF09339                   |
| Pfam klan                                                                                          | CL0123                    |
| InterPro                                                                                           | IPR005471                 |
| Dostupne proteinske strukture: Pfam structures PDB RCSB PDB ; PDBe ; PDBj PDBsum structure summary |                           |
| Dostupne proteinske strukture:                                                                     |                           |
| Pfam                                                                                               | structures                |
| PDB                                                                                                | RCSB PDB; PDBe; PDBj      |
| PDBsum                                                                                             | structure summary         |

| Dostupne proteinske strukture: | Dostupne proteinske strukture: |
| ------------------------------ | ------------------------------ |
| Pfam                           | structures                     |
| PDB                            | RCSB PDB; PDBe; PDBj           |
| PDBsum                         | structure summary              |

| M protein trans delujući pozitivni regulator () HTH domen                                          | M protein trans delujući pozitivni regulator () HTH domen |
| Identifikatori                                                                                     | Identifikatori                                            |
| -------------------------------------------------------------------------------------------------- | --------------------------------------------------------- |
| Simbol                                                                                             | HTH_Mga                                                   |
| Pfam                                                                                               | PF08280                                                   |
| Pfam klan                                                                                          | CL0123                                                    |
| InterPro                                                                                           | IPR013199                                                 |
| Dostupne proteinske strukture: Pfam structures PDB RCSB PDB ; PDBe ; PDBj PDBsum structure summary |                                                           |
| Dostupne proteinske strukture:                                                                     |                                                           |
| Pfam                                                                                               | structures                                                |
| PDB                                                                                                | RCSB PDB; PDBe; PDBj                                      |
| PDBsum                                                                                             | structure summary                                         |

| Dostupne proteinske strukture: | Dostupne proteinske strukture: |
| ------------------------------ | ------------------------------ |
| Pfam                           | structures                     |
| PDB                            | RCSB PDB; PDBe; PDBj           |
| PDBsum                         | structure summary              |

| Heliks-zavoj-heliks domen                                                                          | Heliks-zavoj-heliks domen |
| Identifikatori                                                                                     | Identifikatori            |
| -------------------------------------------------------------------------------------------------- | ------------------------- |
| Simbol                                                                                             | HTH_OrfB_IS605            |
| Pfam                                                                                               | PF12323                   |
| Pfam klan                                                                                          | CL0123                    |
| InterPro                                                                                           | IPR021027                 |
| Dostupne proteinske strukture: Pfam structures PDB RCSB PDB ; PDBe ; PDBj PDBsum structure summary |                           |
| Dostupne proteinske strukture:                                                                     |                           |
| Pfam                                                                                               | structures                |
| PDB                                                                                                | RCSB PDB; PDBe; PDBj      |
| PDBsum                                                                                             | structure summary         |

| Dostupne proteinske strukture: | Dostupne proteinske strukture: |
| ------------------------------ | ------------------------------ |
| Pfam                           | structures                     |
| PDB                            | RCSB PDB; PDBe; PDBj           |
| PDBsum                         | structure summary              |

| Heliks-zavoj-heliks domen                                                                          | Heliks-zavoj-heliks domen |
| Identifikatori                                                                                     | Identifikatori            |
| -------------------------------------------------------------------------------------------------- | ------------------------- |
| Simbol                                                                                             | HTH_psq                   |
| Pfam                                                                                               | PF05225                   |
| Pfam klan                                                                                          | CL0123                    |
| InterPro                                                                                           | IPR007889                 |
| Dostupne proteinske strukture: Pfam structures PDB RCSB PDB ; PDBe ; PDBj PDBsum structure summary |                           |
| Dostupne proteinske strukture:                                                                     |                           |
| Pfam                                                                                               | structures                |
| PDB                                                                                                | RCSB PDB; PDBe; PDBj      |
| PDBsum                                                                                             | structure summary         |

| Dostupne proteinske strukture: | Dostupne proteinske strukture: |
| ------------------------------ | ------------------------------ |
| Pfam                           | structures                     |
| PDB                            | RCSB PDB; PDBe; PDBj           |
| PDBsum                         | structure summary              |

| Transposaza                                                                                        | Transposaza          |
| Identifikatori                                                                                     | Identifikatori       |
| -------------------------------------------------------------------------------------------------- | -------------------- |
| Simbol                                                                                             | HTH_Tnp_1            |
| Pfam                                                                                               | PF01527              |
| Pfam klan                                                                                          | CL0123               |
| InterPro                                                                                           | IPR002514            |
| Dostupne proteinske strukture: Pfam structures PDB RCSB PDB ; PDBe ; PDBj PDBsum structure summary |                      |
| Dostupne proteinske strukture:                                                                     |                      |
| Pfam                                                                                               | structures           |
| PDB                                                                                                | RCSB PDB; PDBe; PDBj |
| PDBsum                                                                                             | structure summary    |

| Dostupne proteinske strukture: | Dostupne proteinske strukture: |
| ------------------------------ | ------------------------------ |
| Pfam                           | structures                     |
| PDB                            | RCSB PDB; PDBe; PDBj           |
| PDBsum                         | structure summary              |

| Transposaza                                                                                        | Transposaza          |
| Identifikatori                                                                                     | Identifikatori       |
| -------------------------------------------------------------------------------------------------- | -------------------- |
| Simbol                                                                                             | HTH_Tnp_IS630        |
| Pfam                                                                                               | PF01710              |
| Pfam klan                                                                                          | CL0123               |
| InterPro                                                                                           | IPR002622            |
| Dostupne proteinske strukture: Pfam structures PDB RCSB PDB ; PDBe ; PDBj PDBsum structure summary |                      |
| Dostupne proteinske strukture:                                                                     |                      |
| Pfam                                                                                               | structures           |
| PDB                                                                                                | RCSB PDB; PDBe; PDBj |
| PDBsum                                                                                             | structure summary    |

| Dostupne proteinske strukture: | Dostupne proteinske strukture: |
| ------------------------------ | ------------------------------ |
| Pfam                           | structures                     |
| PDB                            | RCSB PDB; PDBe; PDBj           |
| PDBsum                         | structure summary              |

| Mi DNK vezujući domen                                                                              | Mi DNK vezujući domen |
| Identifikatori                                                                                     | Identifikatori        |
| -------------------------------------------------------------------------------------------------- | --------------------- |
| Simbol                                                                                             | HTH_Tnp_Mu_1          |
| Pfam                                                                                               | PF02316               |
| Pfam klan                                                                                          | CL0123                |
| InterPro                                                                                           | IPR003314             |
| SCOP                                                                                               | 1qpm                  |
| SUPERFAMILY                                                                                        | 1qpm                  |
| Dostupne proteinske strukture: Pfam structures PDB RCSB PDB ; PDBe ; PDBj PDBsum structure summary |                       |
| Dostupne proteinske strukture:                                                                     |                       |
| Pfam                                                                                               | structures            |
| PDB                                                                                                | RCSB PDB; PDBe; PDBj  |
| PDBsum                                                                                             | structure summary     |

| Dostupne proteinske strukture: | Dostupne proteinske strukture: |
| ------------------------------ | ------------------------------ |
| Pfam                           | structures                     |
| PDB                            | RCSB PDB; PDBe; PDBj           |
| PDBsum                         | structure summary              |

| Mi DNK Vezujući, I gama poddomen                                                                   | Mi DNK Vezujući, I gama poddomen |
| Identifikatori                                                                                     | Identifikatori                   |
| -------------------------------------------------------------------------------------------------- | -------------------------------- |
| Simbol                                                                                             | HTH_Tnp_Mu_2                     |
| Pfam                                                                                               | PF09039                          |
| Pfam klan                                                                                          | CL0123                           |
| InterPro                                                                                           | IPR015126                        |
| Dostupne proteinske strukture: Pfam structures PDB RCSB PDB ; PDBe ; PDBj PDBsum structure summary |                                  |
| Dostupne proteinske strukture:                                                                     |                                  |
| Pfam                                                                                               | structures                       |
| PDB                                                                                                | RCSB PDB; PDBe; PDBj             |
| PDBsum                                                                                             | structure summary                |

| Dostupne proteinske strukture: | Dostupne proteinske strukture: |
| ------------------------------ | ------------------------------ |
| Pfam                           | structures                     |
| PDB                            | RCSB PDB; PDBe; PDBj           |
| PDBsum                         | structure summary              |

| Transposaza                                                                                        | Transposaza          |
| Identifikatori                                                                                     | Identifikatori       |
| -------------------------------------------------------------------------------------------------- | -------------------- |
| Simbol                                                                                             | HTH_Tnp_Tc3_2        |
| Pfam                                                                                               | PF01498              |
| Pfam klan                                                                                          | CL0123               |
| InterPro                                                                                           | IPR002492            |
| SCOP                                                                                               | 1tc3                 |
| SUPERFAMILY                                                                                        | 1tc3                 |
| Dostupne proteinske strukture: Pfam structures PDB RCSB PDB ; PDBe ; PDBj PDBsum structure summary |                      |
| Dostupne proteinske strukture:                                                                     |                      |
| Pfam                                                                                               | structures           |
| PDB                                                                                                | RCSB PDB; PDBe; PDBj |
| PDBsum                                                                                             | structure summary    |

| Dostupne proteinske strukture: | Dostupne proteinske strukture: |
| ------------------------------ | ------------------------------ |
| Pfam                           | structures                     |
| PDB                            | RCSB PDB; PDBe; PDBj           |
| PDBsum                         | structure summary              |

| Tc5 transposaza DNA vezujući domen                                                                 | Tc5 transposaza DNA vezujući domen |
| Identifikatori                                                                                     | Identifikatori                     |
| -------------------------------------------------------------------------------------------------- | ---------------------------------- |
| Simbol                                                                                             | HTH_Tnp_Tc5                        |
| Pfam                                                                                               | PF03221                            |
| Pfam klan                                                                                          | CL0123                             |
| InterPro                                                                                           | IPR004906                          |
| Dostupne proteinske strukture: Pfam structures PDB RCSB PDB ; PDBe ; PDBj PDBsum structure summary |                                    |
| Dostupne proteinske strukture:                                                                     |                                    |
| Pfam                                                                                               | structures                         |
| PDB                                                                                                | RCSB PDB; PDBe; PDBj               |
| PDBsum                                                                                             | structure summary                  |

| Dostupne proteinske strukture: | Dostupne proteinske strukture: |
| ------------------------------ | ------------------------------ |
| Pfam                           | structures                     |
| PDB                            | RCSB PDB; PDBe; PDBj           |
| PDBsum                         | structure summary              |

| Regulator sporulacije, terminusni domen                                                            | Regulator sporulacije, terminusni domen |
| Identifikatori                                                                                     | Identifikatori                          |
| -------------------------------------------------------------------------------------------------- | --------------------------------------- |
| Simbol                                                                                             | HTH_WhiA                                |
| Pfam                                                                                               | PF02650                                 |
| Pfam klan                                                                                          | CL0123                                  |
| InterPro                                                                                           | IPR003802                               |
| Dostupne proteinske strukture: Pfam structures PDB RCSB PDB ; PDBe ; PDBj PDBsum structure summary |                                         |
| Dostupne proteinske strukture:                                                                     |                                         |
| Pfam                                                                                               | structures                              |
| PDB                                                                                                | RCSB PDB; PDBe; PDBj                    |
| PDBsum                                                                                             | structure summary                       |

| Dostupne proteinske strukture: | Dostupne proteinske strukture: |
| ------------------------------ | ------------------------------ |
| Pfam                           | structures                     |
| PDB                            | RCSB PDB; PDBe; PDBj           |
| PDBsum                         | structure summary              |

| Heliks-zavoj-heliks domen alkil merkuri liaze                                                      | Heliks-zavoj-heliks domen alkil merkuri liaze |
| Identifikatori                                                                                     | Identifikatori                                |
| -------------------------------------------------------------------------------------------------- | --------------------------------------------- |
| Simbol                                                                                             | HTH_15                                        |
| Pfam                                                                                               | PF12324                                       |
| Pfam klan                                                                                          | CL0123                                        |
| Dostupne proteinske strukture: Pfam structures PDB RCSB PDB ; PDBe ; PDBj PDBsum structure summary |                                               |
| Dostupne proteinske strukture:                                                                     |                                               |
| Pfam                                                                                               | structures                                    |
| PDB                                                                                                | RCSB PDB; PDBe; PDBj                          |
| PDBsum                                                                                             | structure summary                             |

| Dostupne proteinske strukture: | Dostupne proteinske strukture: |
| ------------------------------ | ------------------------------ |
| Pfam                           | structures                     |
| PDB                            | RCSB PDB; PDBe; PDBj           |
| PDBsum                         | structure summary              |

| Heliks-zavoj-heliks domen                                                                          | Heliks-zavoj-heliks domen |
| Identifikatori                                                                                     | Identifikatori            |
| -------------------------------------------------------------------------------------------------- | ------------------------- |
| Simbol                                                                                             | HTH_16                    |
| Pfam                                                                                               | PF12645                   |
| Pfam klan                                                                                          | CL0123                    |
| Dostupne proteinske strukture: Pfam structures PDB RCSB PDB ; PDBe ; PDBj PDBsum structure summary |                           |
| Dostupne proteinske strukture:                                                                     |                           |
| Pfam                                                                                               | structures                |
| PDB                                                                                                | RCSB PDB; PDBe; PDBj      |
| PDBsum                                                                                             | structure summary         |

| Dostupne proteinske strukture: | Dostupne proteinske strukture: |
| ------------------------------ | ------------------------------ |
| Pfam                           | structures                     |
| PDB                            | RCSB PDB; PDBe; PDBj           |
| PDBsum                         | structure summary              |

| Heliks-zavoj-heliks domen                                                                          | Heliks-zavoj-heliks domen |
| Identifikatori                                                                                     | Identifikatori            |
| -------------------------------------------------------------------------------------------------- | ------------------------- |
| Simbol                                                                                             | HTH_17                    |
| Pfam                                                                                               | PF12728                   |
| Pfam klan                                                                                          | CL0123                    |
| Dostupne proteinske strukture: Pfam structures PDB RCSB PDB ; PDBe ; PDBj PDBsum structure summary |                           |
| Dostupne proteinske strukture:                                                                     |                           |
| Pfam                                                                                               | structures                |
| PDB                                                                                                | RCSB PDB; PDBe; PDBj      |
| PDBsum                                                                                             | structure summary         |

| Dostupne proteinske strukture: | Dostupne proteinske strukture: |
| ------------------------------ | ------------------------------ |
| Pfam                           | structures                     |
| PDB                            | RCSB PDB; PDBe; PDBj           |
| PDBsum                         | structure summary              |

| Heliks-zavoj-heliks domen                                                                          | Heliks-zavoj-heliks domen |
| Identifikatori                                                                                     | Identifikatori            |
| -------------------------------------------------------------------------------------------------- | ------------------------- |
| Simbol                                                                                             | HTH_18                    |
| Pfam                                                                                               | PF12833                   |
| Pfam klan                                                                                          | CL0123                    |
| Dostupne proteinske strukture: Pfam structures PDB RCSB PDB ; PDBe ; PDBj PDBsum structure summary |                           |
| Dostupne proteinske strukture:                                                                     |                           |
| Pfam                                                                                               | structures                |
| PDB                                                                                                | RCSB PDB; PDBe; PDBj      |
| PDBsum                                                                                             | structure summary         |

| Dostupne proteinske strukture: | Dostupne proteinske strukture: |
| ------------------------------ | ------------------------------ |
| Pfam                           | structures                     |
| PDB                            | RCSB PDB; PDBe; PDBj           |
| PDBsum                         | structure summary              |

| Heliks-zavoj-heliks domen                                                                          | Heliks-zavoj-heliks domen |
| Identifikatori                                                                                     | Identifikatori            |
| -------------------------------------------------------------------------------------------------- | ------------------------- |
| Simbol                                                                                             | HTH_19                    |
| Pfam                                                                                               | PF12844                   |
| Pfam klan                                                                                          | CL0123                    |
| Dostupne proteinske strukture: Pfam structures PDB RCSB PDB ; PDBe ; PDBj PDBsum structure summary |                           |
| Dostupne proteinske strukture:                                                                     |                           |
| Pfam                                                                                               | structures                |
| PDB                                                                                                | RCSB PDB; PDBe; PDBj      |
| PDBsum                                                                                             | structure summary         |

| Dostupne proteinske strukture: | Dostupne proteinske strukture: |
| ------------------------------ | ------------------------------ |
| Pfam                           | structures                     |
| PDB                            | RCSB PDB; PDBe; PDBj           |
| PDBsum                         | structure summary              |

| Heliks-zavoj-heliks domen                                                                          | Heliks-zavoj-heliks domen |
| Identifikatori                                                                                     | Identifikatori            |
| -------------------------------------------------------------------------------------------------- | ------------------------- |
| Simbol                                                                                             | HTH_20                    |
| Pfam                                                                                               | PF12840                   |
| Pfam klan                                                                                          | CL0123                    |
| Dostupne proteinske strukture: Pfam structures PDB RCSB PDB ; PDBe ; PDBj PDBsum structure summary |                           |
| Dostupne proteinske strukture:                                                                     |                           |
| Pfam                                                                                               | structures                |
| PDB                                                                                                | RCSB PDB; PDBe; PDBj      |
| PDBsum                                                                                             | structure summary         |

| Dostupne proteinske strukture: | Dostupne proteinske strukture: |
| ------------------------------ | ------------------------------ |
| Pfam                           | structures                     |
| PDB                            | RCSB PDB; PDBe; PDBj           |
| PDBsum                         | structure summary              |

| -terminusni domen                                                                                  | -terminusni domen    |
| Identifikatori                                                                                     | Identifikatori       |
| -------------------------------------------------------------------------------------------------- | -------------------- |
| Simbol                                                                                             | HTH_Tnp_IS1          |
| Pfam                                                                                               | PF12759              |
| Pfam klan                                                                                          | CL0123               |
| Dostupne proteinske strukture: Pfam structures PDB RCSB PDB ; PDBe ; PDBj PDBsum structure summary |                      |
| Dostupne proteinske strukture:                                                                     |                      |
| Pfam                                                                                               | structures           |
| PDB                                                                                                | RCSB PDB; PDBe; PDBj |
| PDBsum                                                                                             | structure summary    |

| Dostupne proteinske strukture: | Dostupne proteinske strukture: |
| ------------------------------ | ------------------------------ |
| Pfam                           | structures                     |
| PDB                            | RCSB PDB; PDBe; PDBj           |
| PDBsum                         | structure summary              |

| Heliks-zavoj-heliks domen transposaze IS66                                                         | Heliks-zavoj-heliks domen transposaze IS66 |
| Identifikatori                                                                                     | Identifikatori                             |
| -------------------------------------------------------------------------------------------------- | ------------------------------------------ |
| Simbol                                                                                             | HTH_Tnp_IS66                               |
| Pfam                                                                                               | PF13005                                    |
| Pfam klan                                                                                          | CL0123                                     |
| Dostupne proteinske strukture: Pfam structures PDB RCSB PDB ; PDBe ; PDBj PDBsum structure summary |                                            |
| Dostupne proteinske strukture:                                                                     |                                            |
| Pfam                                                                                               | structures                                 |
| PDB                                                                                                | RCSB PDB; PDBe; PDBj                       |
| PDBsum                                                                                             | structure summary                          |

| Dostupne proteinske strukture: | Dostupne proteinske strukture: |
| ------------------------------ | ------------------------------ |
| Pfam                           | structures                     |
| PDB                            | RCSB PDB; PDBe; PDBj           |
| PDBsum                         | structure summary              |

| HTH domen                                                                                          | HTH domen            |
| Identifikatori                                                                                     | Identifikatori       |
| -------------------------------------------------------------------------------------------------- | -------------------- |
| Simbol                                                                                             | HTH_11               |
| Pfam                                                                                               | PF08279              |
| Pfam klan                                                                                          | CL0123               |
| InterPro                                                                                           | IPR013196            |
| Dostupne proteinske strukture: Pfam structures PDB RCSB PDB ; PDBe ; PDBj PDBsum structure summary |                      |
| Dostupne proteinske strukture:                                                                     |                      |
| Pfam                                                                                               | structures           |
| PDB                                                                                                | RCSB PDB; PDBe; PDBj |
| PDBsum                                                                                             | structure summary    |

| Dostupne proteinske strukture: | Dostupne proteinske strukture: |
| ------------------------------ | ------------------------------ |
| Pfam                           | structures                     |
| PDB                            | RCSB PDB; PDBe; PDBj           |
| PDBsum                         | structure summary              |

| transposaza                                                                                        | transposaza          |
| Identifikatori                                                                                     | Identifikatori       |
| -------------------------------------------------------------------------------------------------- | -------------------- |
| Simbol                                                                                             | HTH_Tnp_Tc3_1        |
| Pfam                                                                                               | PF11427              |
| Pfam klan                                                                                          | CL0123               |
| Dostupne proteinske strukture: Pfam structures PDB RCSB PDB ; PDBe ; PDBj PDBsum structure summary |                      |
| Dostupne proteinske strukture:                                                                     |                      |
| Pfam                                                                                               | structures           |
| PDB                                                                                                | RCSB PDB; PDBe; PDBj |
| PDBsum                                                                                             | structure summary    |

| Dostupne proteinske strukture: | Dostupne proteinske strukture: |
| ------------------------------ | ------------------------------ |
| Pfam                           | structures                     |
| PDB                            | RCSB PDB; PDBe; PDBj           |
| PDBsum                         | structure summary              |